# Mega Man: Anniversary Collection
Mega Man Anniversary Collection est une compilation de jeux vidéo de plates-formes développé par Atomic Planet Entertainment et publiée par Capcom exclusivement en Amérique du Nord le 23 juin 2004 sur GameCube et la PlayStation 2 et le 15 mars 2005 pour la Xbox. La compilation contient les huit premiers jeux de la série originale Mega Man, dont les six premiers sont sortis sur NES et les deux suivant respectivement sur Super Nintendo, puis sur PlayStation et Saturn. Le jeu propose également Mega Man: The Power Battle et Mega Man 2: The Power Fighters. L'intrigue suit le protagoniste robotique Mega Man dans ses aventures continues luttant contre le méchant Dr Wily et son armée de Robot Masters,,,,,,,,,,,,.

## Liste des jeux
- Mega Man
- Mega Man 2
- Mega Man 3
- Mega Man 4
- Mega Man 5
- Mega Man 6
- Mega Man 7
- Mega Man 8
- Mega Man: The Power Battle
- Mega Man 2: The Power Fighters